# Урфонов, Умедулло Шеризадович

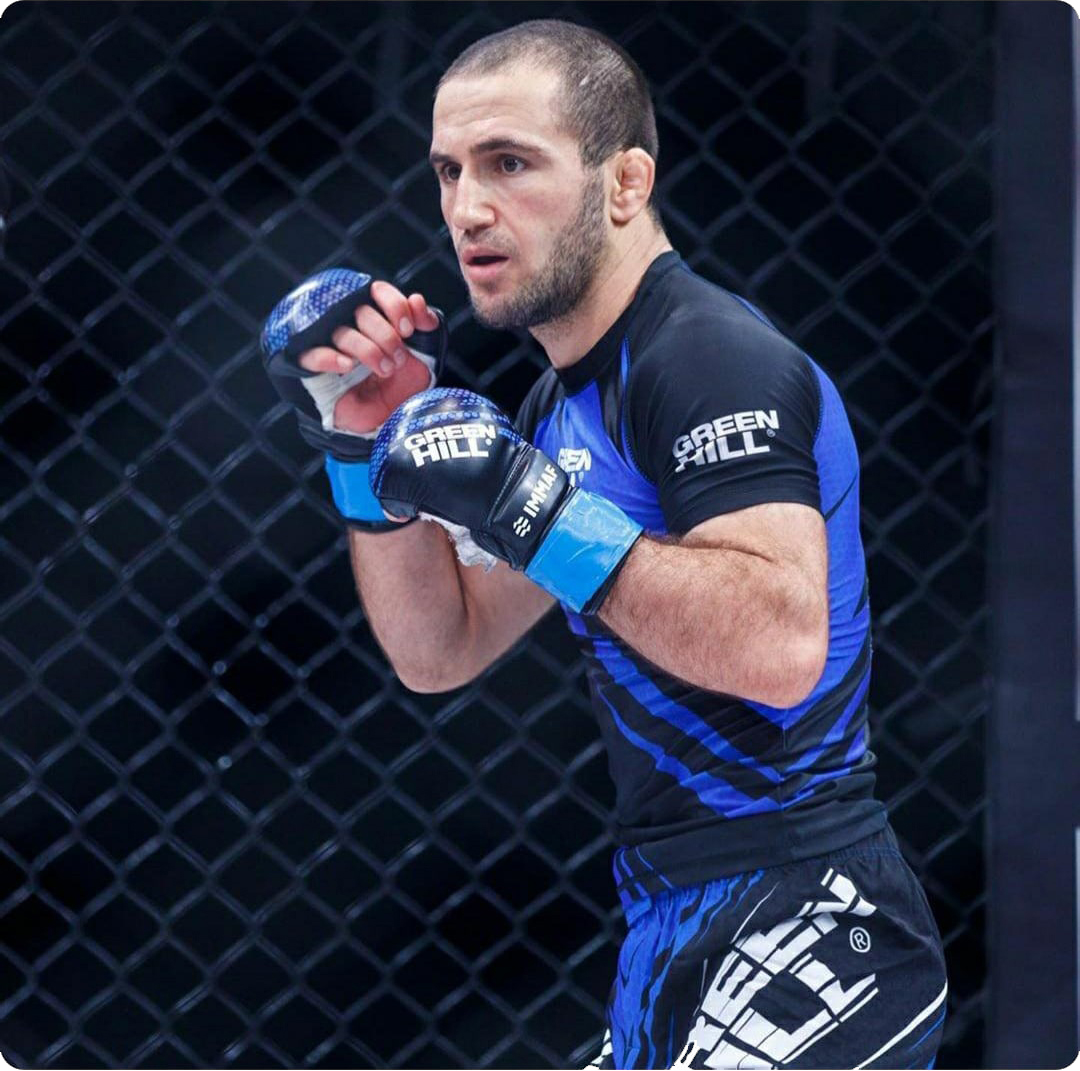
Умедулло на чемпионате мира 2017

Умедулло Шерзодович Урфонов (род. 1 февраля 1993, республика Таджикистан, с. Садвадг) — российский и таджикский боец смешанного стиля (ММА), представитель лёгкой весовой категории.
Выступает на профессиональном уровне начиная с 2010 года.
Чемпион Сибирского федерального округа по панкратиону 2010, Чемпион России по панкратиону 2012, Победитель международного турнира по грепплингу в Новосибирске 2012, Победитель турнира по профессиональному панкратиону «Moskow open» 2012, Бронзовый призёр чемпионата России по боевому самбо 2013, Победитель лиги Кавказа по смешанным единоборствам MMA 2014, Обладатель кубка Губернатора Омской области по боевому самбо 2014, Победитель международного турнира MMA TFC в Киргизстане 2017, Чемпион Приморского края по грепплиингу 2017, Бронзовый призёр Дальневосточного федерального округа по смешанным боевым единоборствам MMA 2017, Серебряный призёр чемпионата мира по MMA 2017, Чемпион Таджикистана по MMA 2017, Бронзовый призёр чемпионата мира по панкратиону 2018, Победитель международного турнира по MMA в Бахрейне 2020.
Также является многократным победителем и призёром многих Всероссийских и Международных турниров по боевому самбо, MMA, панкратиону и рукопашному бою.
Мастер спорта международного класса по MMA, Мастер спорта международного класса по панкратиону, Мастер спорта России по боевому самбо.